# Haworthia cymbiformis var. obtusa
Haworthia cymbiformis var. obtusa, és una varietat de Haworthia arachnoidea del gènere Haworthia de la subfamília de les asfodelòidies.

## Descripció
Haworthia cymbiformis var. obtusa és una petita suculenta que forma denses rosetes de fulles carnoses, llises i de color verd brillant, de 20 a 25 fulles, de 3 a 10 cm de diàmetre i amb arrels superficials. Les fulles tenen forma de barca amb franges longitudinals més fosques i puntes transparents. Les flors són de color blanc a blanc verdós amb venes de color marró rosat i apareixen en inflorescències primes, de fins a 20 cm d'alçada, de la primavera a l'estiu.
Aquesta varietat és similar a Haworthia cooperi var. truncata, però té una forma de fulla una mica diferent i les puntes de fulles menys transparents.

## Distribució i hàbitat
Aquesta varietat és nativa de la província sud-africana del Cap Oriental.
En el seu hàbitat, és una suculenta que s'estén i cobreix el sòl formant denses mates de rosetes de fulles molt suculentes i sucoses rosetes parcialment enfonsades al sòl i que poden fer 15 cm de diàmetre o més. A l'hàbitat només les puntes de les fulles, que tenen un aspecte semblant a la punta dels dits, sobresurten de la superfície del sòl.

## Taxonomia
Haworthia cymbiformis var. obtusa va ser descrita per John Gilbert Baker i publicat a Journal of the Linnean Society, Botany 18: 209, a l'any 1880.
Etimologia
Haworthia: nom en honor del botànic britànic Adrian Hardy Haworth (1767-1833).
cymbiformis: epítet llatí que significa "en forma de barca".
var. obtusa: epítet llatí que significa "obtús, sense brillantor".
Sinonímia
- Haworthia cymbiformis var. umbraticola
- Haworthia hilliana
- Haworthia obtusa
- Haworthia umbraticola
- Haworthia umbraticola var. hilliana[2]